# Orbeil
Orbeil ist eine französische Gemeinde mit 881 Einwohnern (Stand: 1. Januar 2022) im Département Puy-de-Dôme in der Region Auvergne-Rhône-Alpes (vor 2016 Auvergne). Sie gehört zum Arrondissement Issoire und zum Kanton Issoire. 

## Geographie
Orbeil liegt etwa 31 Kilometer südsüdöstlich von Clermont-Ferrand. Der Allier begrenzt die Gemeinde im Westen. Umgeben wird Orbeil von den Nachbargemeinden Yronde-et-Buron im Norden, Saint-Babel im Nordosten, Aulhat-Flat im Osten, Brenat im Südosten, Parentignat im Süden, Issoire im Westen und Südwesten sowie Saint-Yvoine im Westen und Nordwesten.

## Bevölkerungsentwicklung
| Jahr                       | 1962 | 1968 | 1975 | 1982 | 1990 | 1999 | 2006 | 2018 |
| Einwohner                  | 355  | 369  | 504  | 663  | 692  | 703  | 765  | 843  |
| Quellen: Cassini und INSEE |      |      |      |      |      |      |      |      |

## Sehenswürdigkeiten

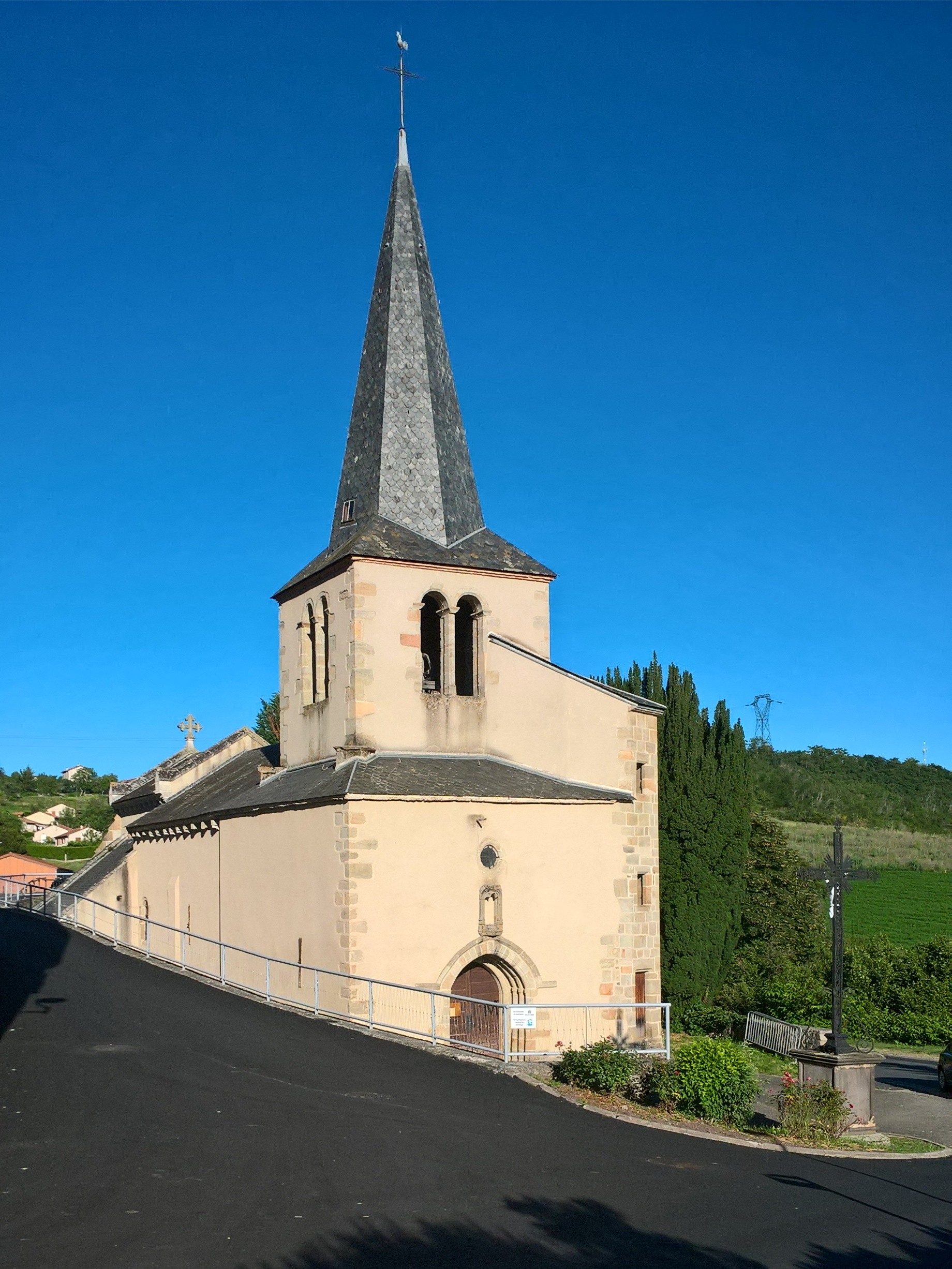
Kirche Mariä Geburt

- Kirche Mariä Geburt
- Schloss Ybois